# Síndrome de parkinsonismo de início precoce com deficiência intelectual

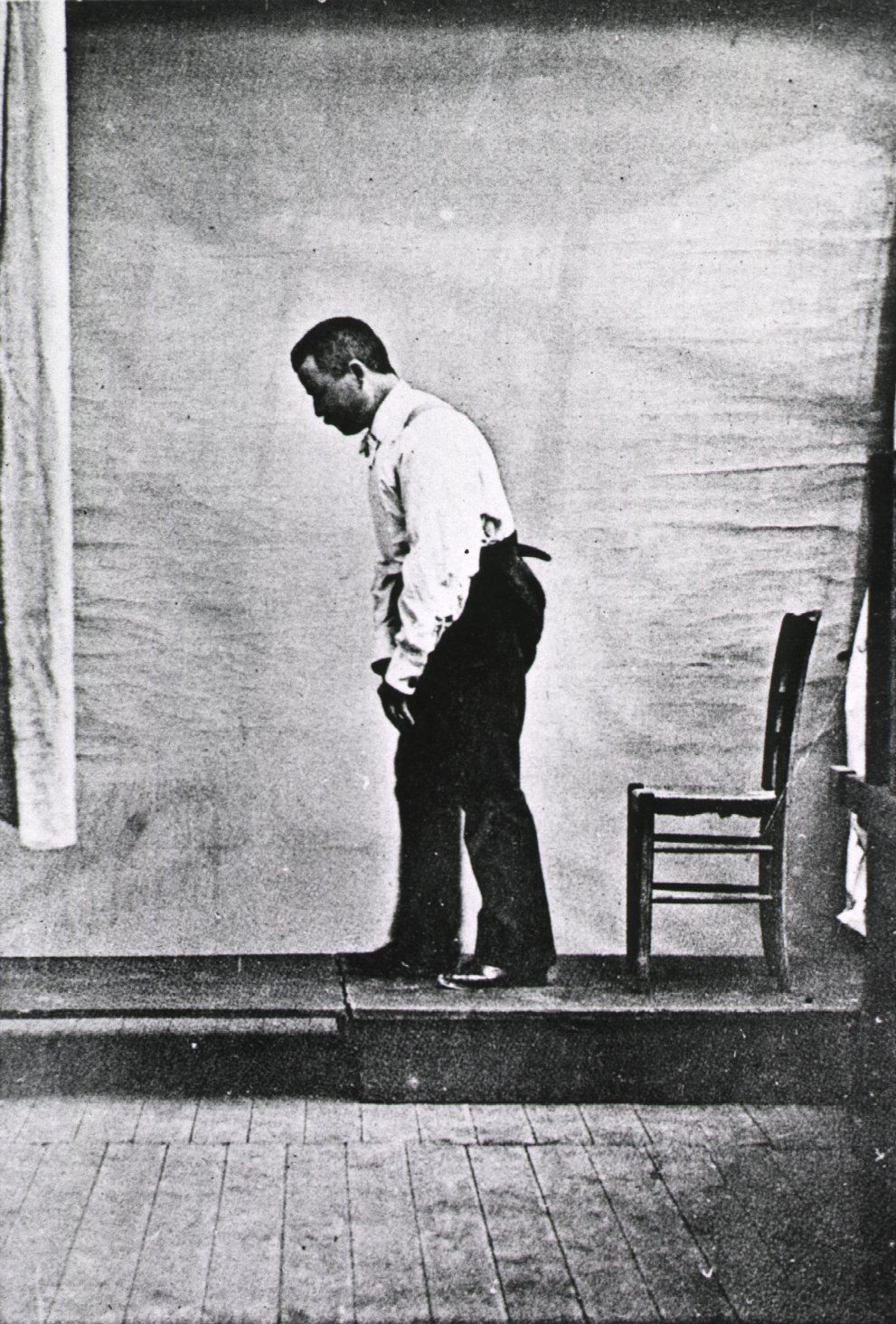
Pessoa com a doença de Parkinson, em 1892

A síndrome de parkinsonismo de início precoce com deficiência intelectual é uma doença genética rara, caracterizada por deficiências intelectuais, atrasos no desenvolvimento psicomotor, macrocefalia e doença de Parkinson, que começa antes dos 45 anos (DP de início precoce). Os sintomas adicionais incluem epilepsia, estrabismo e protuberância frontal .

## Causas
Alterações ou deleções do gene RAB39B no cromossomo Xq28, que são herdadas de forma recessiva ligada ao X são apontadas como as principais causas desse distúrbio.

## Epidemiologia
Mais de 12 casos de 3 famílias da Austrália e dos EUA foram descritos na literatura médica.